# Virginia Brown Faire
Virginia Brown Faire, geboren als Virginia Labuna (New York, 26 juni 1904 - Laguna Beach (Californië), 30 juni 1980) was een Amerikaans actrice.
Brown Faire begon een carrière als actrice in 1919 nadat ze een filmwedstrijd in een tijdschrift had gewonnen. Ze werd bekend nadat ze in 1923 werd geselecteerd als een van de WAMPAS Baby Stars. Faire is waarschijnlijk het meest bekend van haar rol in Peter Pan (1924). Ze was tevens in verscheidene westerns te zien.
Hoewel haar transactie naar de geluidsfilm succesvol ging, kreeg ze alleen nog maar rollen in onbekende films. In 1935 stopte zij met acteerwerk.

## Filmografie (selectie)
- 1922:Monte Cristo
- 1924:Peter Pan
- 1925:The Lost World
- 1926:The Temptress
- 1934:West of the Divide

- Biblioteca Nacional de España: XX4617822
- Bibliothèque nationale de France: cb150330215 (data)
- Gemeinsame Normdatei: 1096521954
- International Standard Name Identifier: 0000 0000 3133 1874
- Library of Congress Control Number: n93062348
- Nationale Bibliotheek van Israël: 987007432245605171
- Istituto Centrale per il Catalogo Unico: DDSV279704
- SNAC: w6z92wj9
- Système universitaire de documentation: 150627319
- Virtual International Authority File: 47044463
- WorldCat: E39PBJjxrHv9pr9grc7hXmkbh3